# Eduardo Casanova Sucre
Eduardo Casanova Sucre (Caracas, 12 de diciembre de 1939) es un novelista, ensayista, poeta y dramaturgo venezolano.

## Biografía
Estudió Derecho y Letras en la Universidad Central de Venezuela y en la Universidad Nacional de Buenos Aires. En 1963 se estrenó su obra teatral Barrabasalia, escrita en colaboración con Arturo Uslar Braun, en 1975 se estrenó su comedia "El solo de saxofón". 
Luego, en 1968, recibió su título de abogado. Presidente de la Fundación para las Artes del Distrito Federal (Fundarte), 1984. Director del Centro de Estudios Latinoamericanos Rómulo Gallegos (CELARG), 1984-1987. Premio Guillermo Meneses por su obra narrativa (2000). Presidente del Círculo de Escritores de Venezuela, 1999 y 2001.

## Obra publicada
- Los caballos de la cólera. Novela. Monteávila Editores, Caracas, 1972.
- La agonía del Macho Luna. Novela. Monteávila Editores, Caracas, 1974.
- Hacia la noche. Novela. Editorial Planeta, Barcelona, España, 1974.
- La región desapacible. Narraciones. Ediciones En la Raya, Caracas, 1974.
- El Arca de Daniel. Novela. Editorial Panapo, Caracas, 1991.
- Las Bejarano. Teatro. Cruz del Sur, Caracas, 1987.
- Las alegres campanas de la muerte. Novela. Cruz del Sur, Caracas, 1988.
- La noche de Abel. Novela. Monteávila Editores, Caracas, 1991.
- Las trampas de la luz. Poesía. Editorial Signo Contemporáneo, Caracas, 1991.
- Lento Laberinto de temor. Novela (Cuarteto en Sol). Editorial Actum, Caracas, 1993.
- Corazón de dinosaurio. Novela (Cuarteto en Sol). Editorial Actum, Caracas, 1993.
- Contra natura. Novela (Cuarteto en Sol). Editorial Actum, Caracas
- La muerte del novelista. Novela (Cuarteto en Sol). Editorial Actum, Caracas, 1993.
- El señor de la montaña. Novela. Editorial Actum, Caracas, 1994.
- Los cantos del Libertador. Poesía. Editorial Giluz, Caracas, 1998.
- El solo de saxofón. Novela. Círculo de Escritores de Venezuela, Caracas, 2000.
- En los días de Bolívar. Ensayo Universidad Metropolitana, Caracas, 2002.
- La última muerte de Simón el triste. Novela. Editorial Actum, Caracas, 2003.
- El gigante doblado. Crónica. Editorial Actum, Caracas, 2008.